# Palácio Nacional (Adis Abeba)
O Palácio Nacional (em amárico: የብሔራዊ ቤተ መንግሥት), também conhecido como Palácio do Jubileu, é um palácio localizado em Adis Abeba, na Etiópia. Residência imperial até 1974, desde 1992 é o escritório e a residência oficial do presidente da Etiópia.

## História

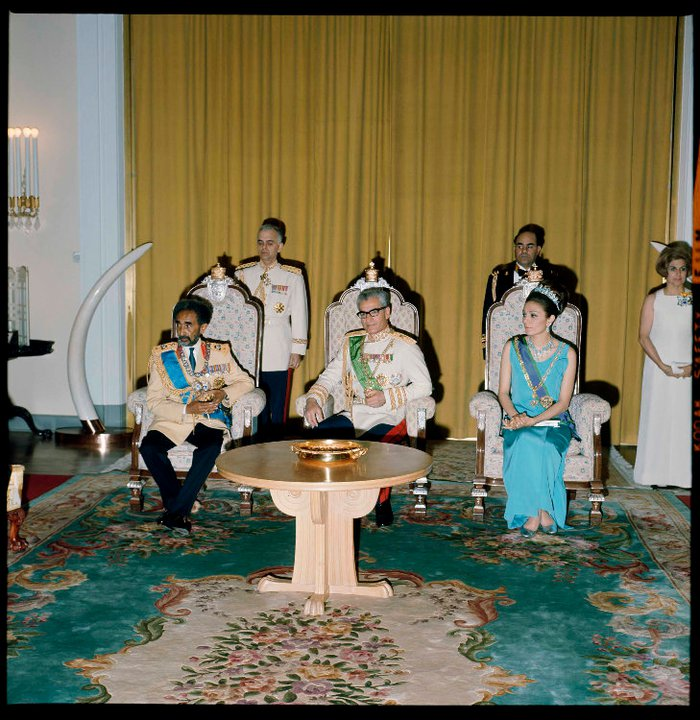
Imperador Haile Selassie recebendo o Xá do Irã no Palácio do Jubileu

O monumental palácio foi construído em 1955 a mando de Hailé Selassié, para celebrar o Jubileu de Prata, 25 anos após sua coroação em 1930; o imperador, ansioso por modernizar Adis Abeba e elevá-la ao nível de uma das capitais europeias, escolheu como local para a construção um ponto nodal da cidade, na extremidade sudeste da longa avenida, renomeada Avenida Menelik II, construída durante o período colonial italiano e projetada pelos arquitetos Ignazio Guidi e Cesare Valle. Em 1960, ele também mandou erguer o imponente Africa Hall em frente à estrutura e, alguns anos depois, a sede do Ministério das Relações Exteriores e outros prédios governamentais, também recorrendo a designers estrangeiros.
Em 1960, após uma tentativa de golpe de Estado na qual vários funcionários do governo foram mortos no Palácio Guenete Leul, Hailé Selassié decidiu usar o Palácio do Jubileu como residência imperial.
Entre 1966 e 1967, o edifício foi significativamente ampliado.
Em 1974, o imperador foi destronado após um golpe que levou a junta militar comunista do Derg ao poder, e o edifício, renomeado Palácio Nacional, foi usado como local para cerimônias oficiais; uma piscina também foi construída no parque.
Após o colapso do regime em 1991, a estrutura tornou-se o escritório e residência do Presidente da Etiópia.
Em 2014, o governo decidiu construir um novo palácio presidencial e converter o Palácio Nacional em um museu.

## Descrição
O grande palácio está situado dentro de um amplo parque, rico em plantas e pontilhado de fontes; há também uma piscina nos fundos; na entrada do jardim, ergue-se um portal monumental coroado por leões.
O edifício, caracterizado pela presença de altos pórticos de ordem colossal nas entradas, também abriga um pequeno museu, que exibe diversos objetos relacionados ao reinado de Hailé Selassié, incluindo coroas, uniformes militares, medalhas e outras condecorações.